# Petrilova

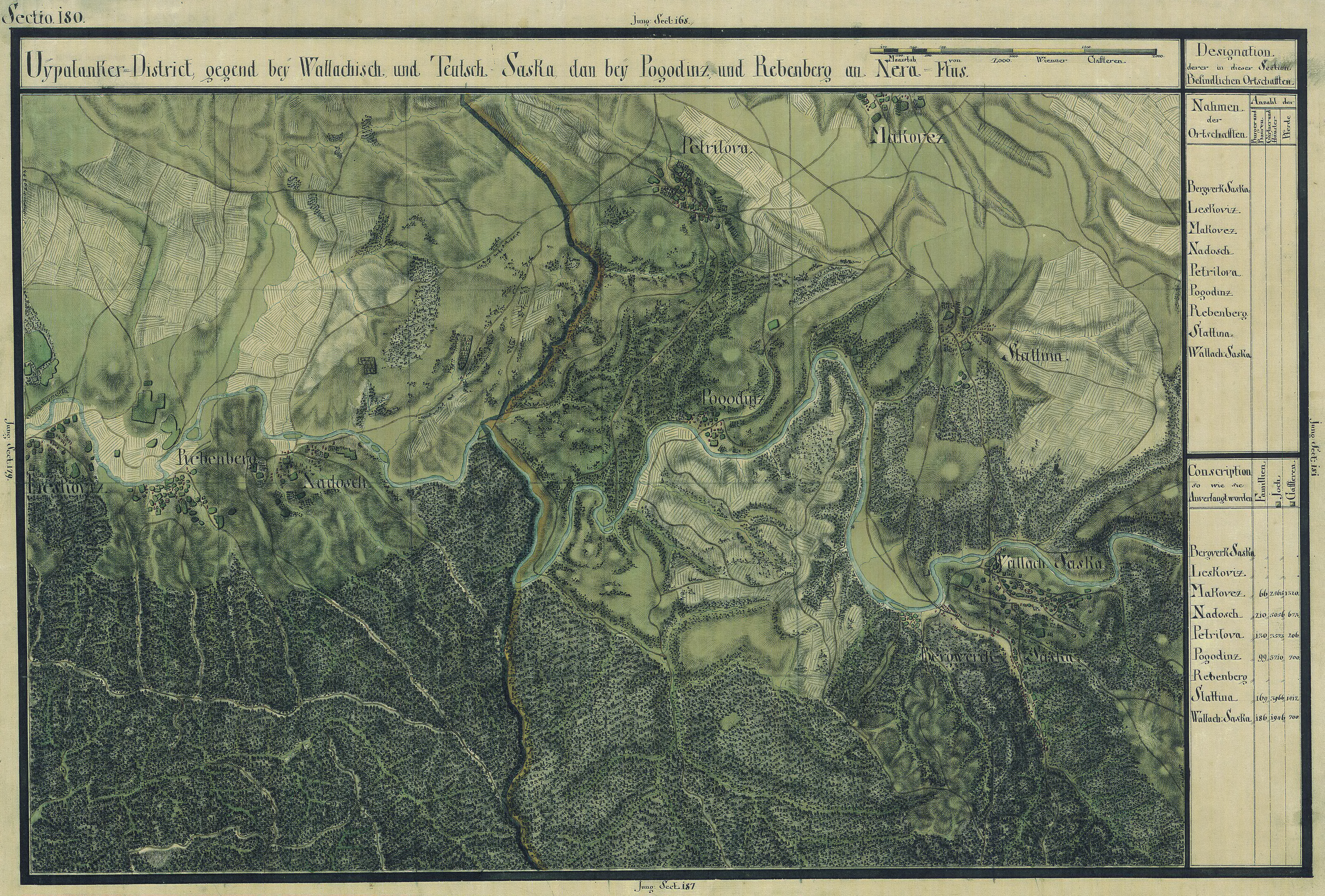

Petrilova románul: Petrilova, falu Romániában, a Bánságban, Krassó-Szörény megyében.

## Fekvése
Szászkabányától északnyugatra fekvő település.

## Története
Petrilova nevét 1717-ben említette először oklevél Pensilova (Petrilova) néven. 1723-ban Peteryla, 1761-ben Petrilova, 1785-ben Petrilo, 1808-ban Petrillova, 1913-ban Petrilova néven említették. 
1851-ben Fényes Elek írta a településről: „Petrilova, oláh falu, Krassó vármegyében, Szászkához 1 1/2 órányira: 1104 óhitű lakossal, anyatemplommal.”
A trianoni békeszerződés előtt Krassó-Szörény vármegye Jámi járásához tartozott.
1910-ben 877 lakosából 865 román, ebből 871 görög keleti ortodox volt.

## Nevezetességek
- A falutól 3 kilométerre a „Valea Căprişoane” nevű helyen 14–15. századi földvár található, amely a romániai műemlékek jegyzékében a CS-I-s-B-10865 sorszámon szerepel.[1]